# División de Honor 1981-1982 (hockey su pista)
La División de Honor 1981-1982 è stata la 13ª edizione del torneo di primo livello del campionato spagnolo di hockey su pista. La competizione è iniziata il 13 settembre 1981 e si è conclusa il 4 aprile 1982. Il torneo è stato vinto dal Barcellona per la settima volta nella sua storia.

## Stagione

### Novità
A prendere il testimone del Terrassa, dell'Alcobendas, del CP Claret e del Dominicos retrocesse dopo la stagione regolare in Primera Division vi furono, vincendo la fase finale del campionato cadetto, l'Arenys de Munt, l'Calafell, l'HP Claret e il Jolaseta.

### Formula
La División de Honor 1981-1982 vide ai nastri di partenza sedici club; la manifestazione fu organizzata con un girone all'italiana, con gare di andata e ritorno per un totale di 30 giornate: erano assegnati 2 punti per l'incontro vinto e un punto a testa per l'incontro pareggiato, mentre non ne era attribuito alcuno per la sconfitta. Al termine del campionato la squadra prima classificata venne proclamata campione di Spagna mentre la tredicesima, la quattordicesima, la quindicesima e la sedicesima retrocedettero direttamente in Primera Division, il secondo livello del campionato.

## Squadre partecipanti
| Club            | Stagione | Città                    | Stadio                      | Stagione precedente                                 |
| --------------- | -------- | ------------------------ | --------------------------- | --------------------------------------------------- |
| Arenys de Munt  | dettagli | Arenys de Munt           |                             | 1º posto nel girone 2 in Primera Division, promosso |
| Barcellona      | dettagli | Barcellona               | Palau Blaugrana             | 1º posto in División de Honor                       |
| Calafell        |          | Calafell                 |                             | 1º posto nel girone 4 in Primera Division, promosso |
| Cerdanyola      | dettagli | Cerdanyola del Vallès    |                             | 11º posto in División de Honor                      |
| Cibeles         | dettagli | Oviedo                   |                             | 7º posto in División de Honor                       |
| Liceo La Coruña | dettagli | La Coruña                | Pazo dos Deportes de Riazor | 3º posto in División de Honor                       |
| HP Claret       |          | Siviglia                 |                             | 1º posto nel girone 3 in Primera Division, promosso |
| Jolaseta        |          | Getxo                    |                             | 1º posto nel girone 1 in Primera Division, promosso |
| Mollet          |          | Mollet del Vallès        |                             | 8º posto in División de Honor                       |
| Noia            | dettagli | Sant Sadurní d'Anoia     |                             | 2º posto in División de Honor                       |
| Reus Deportiu   | dettagli | Reus                     |                             | 4º posto in División de Honor                       |
| Reus Ploms      |          | Reus                     |                             | 9º posto in División de Honor                       |
| Sentmenat       | dettagli | Sentmenat                |                             | 6º posto in División de Honor                       |
| Tordera         | dettagli | Tordera                  |                             | 5º posto in División de Honor                       |
| Vic             | dettagli | Vic                      |                             | 10º posto in División de Honor                      |
| Voltregà        | dettagli | Sant Hipòlit de Voltregà |                             | 12º posto in División de Honor                      |

## Classifica finale
|                   | Pos. | Squadra         | Pt | G  | V  | N | P  | GF  | GS  | DR   |
| ----------------- | ---- | --------------- | -- | -- | -- | - | -- | --- | --- | ---- |
| Spagna (bandiera) | 1.   | Barcellona      | 55 | 30 | 27 | 1 | 2  | 187 | 59  | +128 |
|                   | 2.   | Liceo La Coruña | 51 | 30 | 25 | 1 | 4  | 202 | 69  | +133 |
|                   | 3.   | Cibeles         | 41 | 30 | 19 | 3 | 8  | 131 | 99  | +32  |
| [ 1 ]             | 4.   | Sentmenat       | 38 | 30 | 17 | 4 | 9  | 113 | 104 | +9   |
|                   | 5.   | Tordera         | 35 | 30 | 15 | 5 | 10 | 135 | 108 | +27  |
|                   | 6.   | Reus Deportiu   | 35 | 30 | 16 | 3 | 11 | 159 | 109 | +50  |
|                   | 7.   | Vic             | 35 | 30 | 13 | 9 | 8  | 115 | 108 | +7   |
|                   | 8.   | Mollet          | 33 | 30 | 15 | 3 | 12 | 104 | 92  | +12  |
|                   | 9.   | Noia            | 32 | 30 | 14 | 4 | 12 | 105 | 97  | +8   |
|                   | 10.  | Reus Ploms      | 28 | 30 | 13 | 3 | 14 | 109 | 99  | +10  |
|                   | 11.  | Voltregà        | 28 | 30 | 13 | 2 | 15 | 127 | 126 | +1   |
|                   | 12.  | Cerdanyola      | 19 | 30 | 6  | 7 | 17 | 121 | 174 | -53  |
|                   | 13.  | HP Claret       | 14 | 30 | 6  | 2 | 22 | 90  | 161 | -71  |
|                   | 14.  | Jolaseta        | 14 | 30 | 6  | 2 | 22 | 78  | 181 | -103 |
|                   | 15.  | Arenys de Munt  | 12 | 30 | 5  | 3 | 22 | 61  | 136 | -75  |
|                   | 16.  | Calafell        | 8  | 30 | 4  | 0 | 26 | 88  | 203 | -115 |

Legenda:
  Vincitore della Coppa del Re 1982.
      Campione di Spagna e ammessa alla Coppa dei Campioni 1982-1983.
      Eventuali squadre ammesse alla Coppa dei Campioni 1982-1983.
      Ammessa alla Coppa delle Coppe 1982-1983.
      Ammessa alla Coppa CERS 1982-1983.
      Retrocesse in Primera Division 1982-1983.
Note:
Due punti a vittoria, uno a pareggio, zero a sconfitta.